# Проберта (Каліфорнія)
Проберта (англ. Proberta) — переписна місцевість (CDP) в США, в окрузі Техама штату Каліфорнія. Населення — 237 осіб (2020).

## Географія
Проберта розташована за координатами 40°4′34″ пн. ш. 122°10′39″ зх. д. / 40.07611° пн. ш. 122.17750° зх. д. (40.076157, -122.177609).  За даними Бюро перепису населення США в 2010 році переписна місцевість мала площу 3,71 км², уся площа — суходіл.

## Демографія
Згідно з переписом 2010 року, у переписній місцевості мешкало 267 осіб у 90 домогосподарствах у складі 65 родин. Густота населення становила 72 особи/км².  Було 100 помешкань (27/км²).
Расовий склад населення:
| - 65,2 % — білих - 2,6 % — корінних американців - 0,4 % — вихідців з тихоокеанських островів - 0,4 % — азіатів - 28,5 % — осіб інших рас |

До двох чи більше рас належало 3,0 %. Частка іспаномовних становила 34,1 % від усіх жителів.
За віковим діапазоном населення розподілялося таким чином: 28,1 % — особи молодші 18 років, 58,4 % — особи у віці 18—64 років, 13,5 % — особи у віці 65 років та старші. Медіана віку мешканця становила 33,1 року. На 100 осіб жіночої статі у переписній місцевості припадало 103,8 чоловіків;  на 100 жінок у віці від 18 років та старших — 108,7 чоловіків також старших 18 років.
За межею бідності перебувало 4,5 % осіб, у тому числі 0,0 % дітей у віці до 18 років та 0,0 % осіб у віці 65 років та старших.
Цивільне працевлаштоване населення становило 93 особи. Основні галузі зайнятості: будівництво — 36,6 %, фінанси, страхування та нерухомість — 25,8 %, освіта, охорона здоров'я та соціальна допомога — 17,2 %, мистецтво, розваги та відпочинок — 11,8 %.